# Adonisea errans
Adonisea errans là một loài bướm đêm trong họ Noctuidae.